# Amt Lensahn
L’ Amt Lensahn est un amt, c'est-à-dire une forme d'intercommunalité du Schleswig-Holstein, dans l'Arrondissement du Holstein-de-l'Est, dans le Nord de l'Allemagne. Il regroupe 7 municipalités pour 8496 habitants (au 31 décembre 2021).

## Source de la traduction
- (de) Cet article est partiellement ou en totalité issu de l’article de Wikipédia en allemand intitulé « Amt Lensahn » (voir la liste des auteurs).